# Lit de parade

Kung Karl XIV Johan av Sverige på lit de parade, 1844.

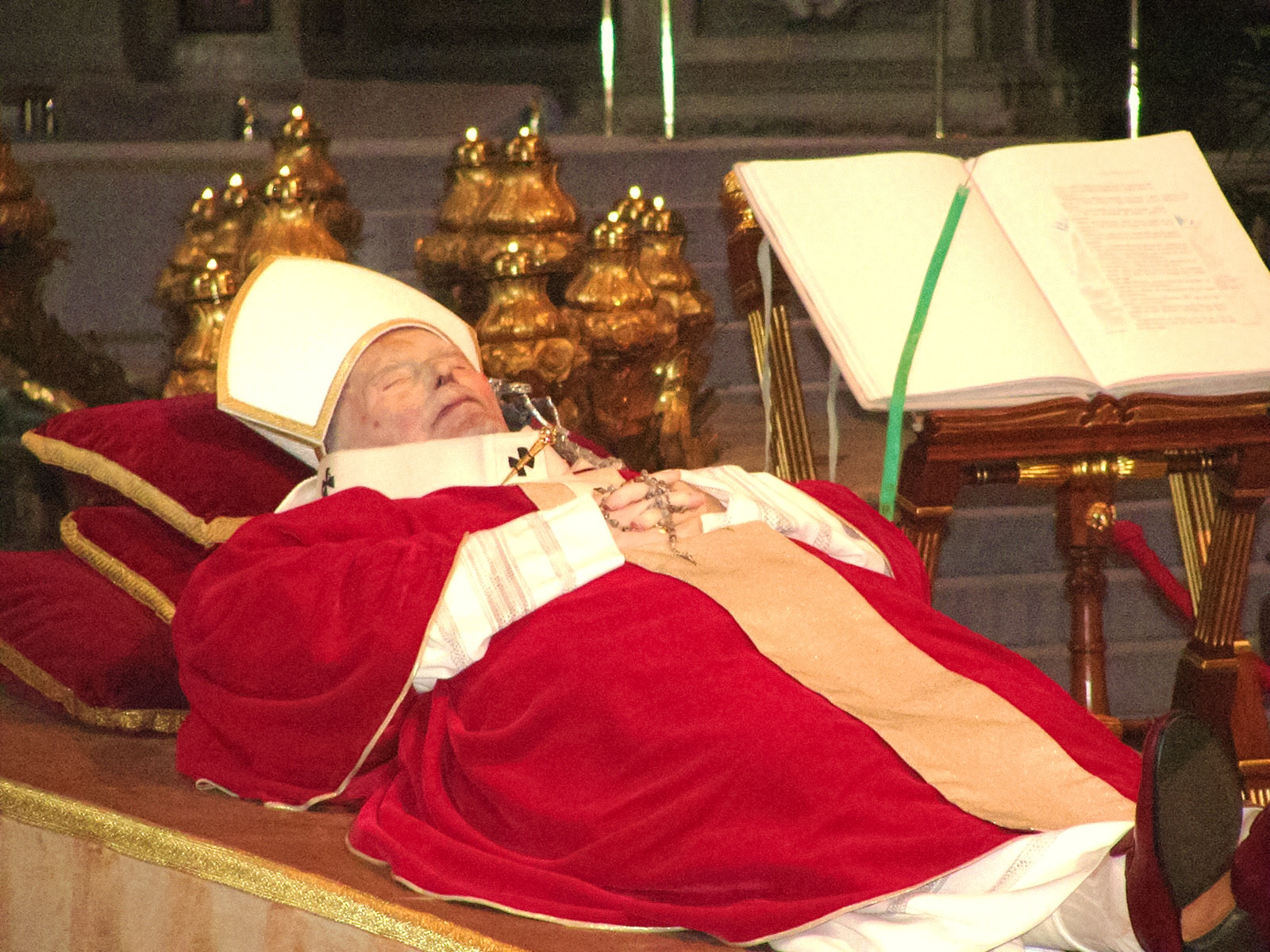
Påven Johannes Paulus II på Lit de parade i Peterskyrkan i Rom, april 2005.

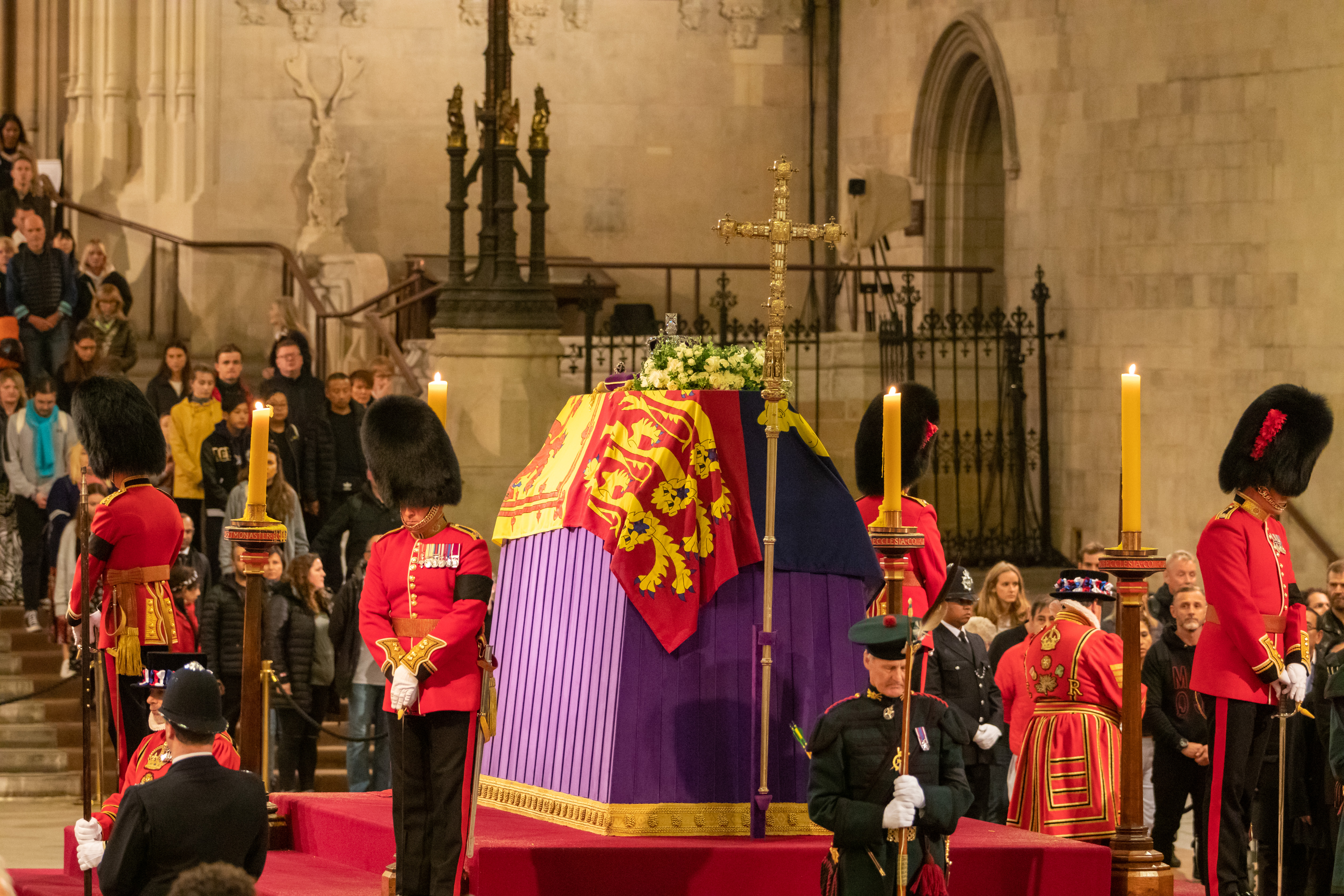
Drottning Elizabeth II på lit de parade med stängd kista i Westminster Hall, september 2022.

Lit de parade [lidәparạd] (franska paradsäng) är utställandet av en avliden person för offentlig hyllning (oftast personer som ansetts viktiga, som till exempel påvar, statschefer etc.). Fenomenet är relativt ovanligt i de nordiska länderna, men är desto vanligare bland katolska länder. Lit de parade pågår oftast under en längre period än de visningar som vanligen sker i Sverige (som oftast bara är under en dag). En vecka är inte ovanligt, men det finns även exempel på att det pågått längre.
I Sverige var det prinsessan Lilian som senast låg på lit de parade i Slottskyrkan den 15 mars 2013, med stängd kista.